# Hr. Ms. Van Nes (1930)
Lo Hr. Ms. Van Nes fu un cacciatorpediniere della Koninklijke Marine olandese, entrato in servizio nel marzo 1930 come ultima unità della classe Admiralen.
Attivo durante la seconda guerra mondiale, il cacciatorpediniere prestò servizio sul fronte del Pacifico combattendo durante la campagna delle Indie orientali olandesi; il 17 febbraio 1942, mentre era in navigazione al largo dell'isola di Sumatra di scorta a una nave trasporto truppe, il Van Nes cadde vittima di un attacco dei velivoli decollati dalla portaerei giapponese Ryujo, finendo affondato con gravi perdite umane tra il suo equipaggio.

## Storia

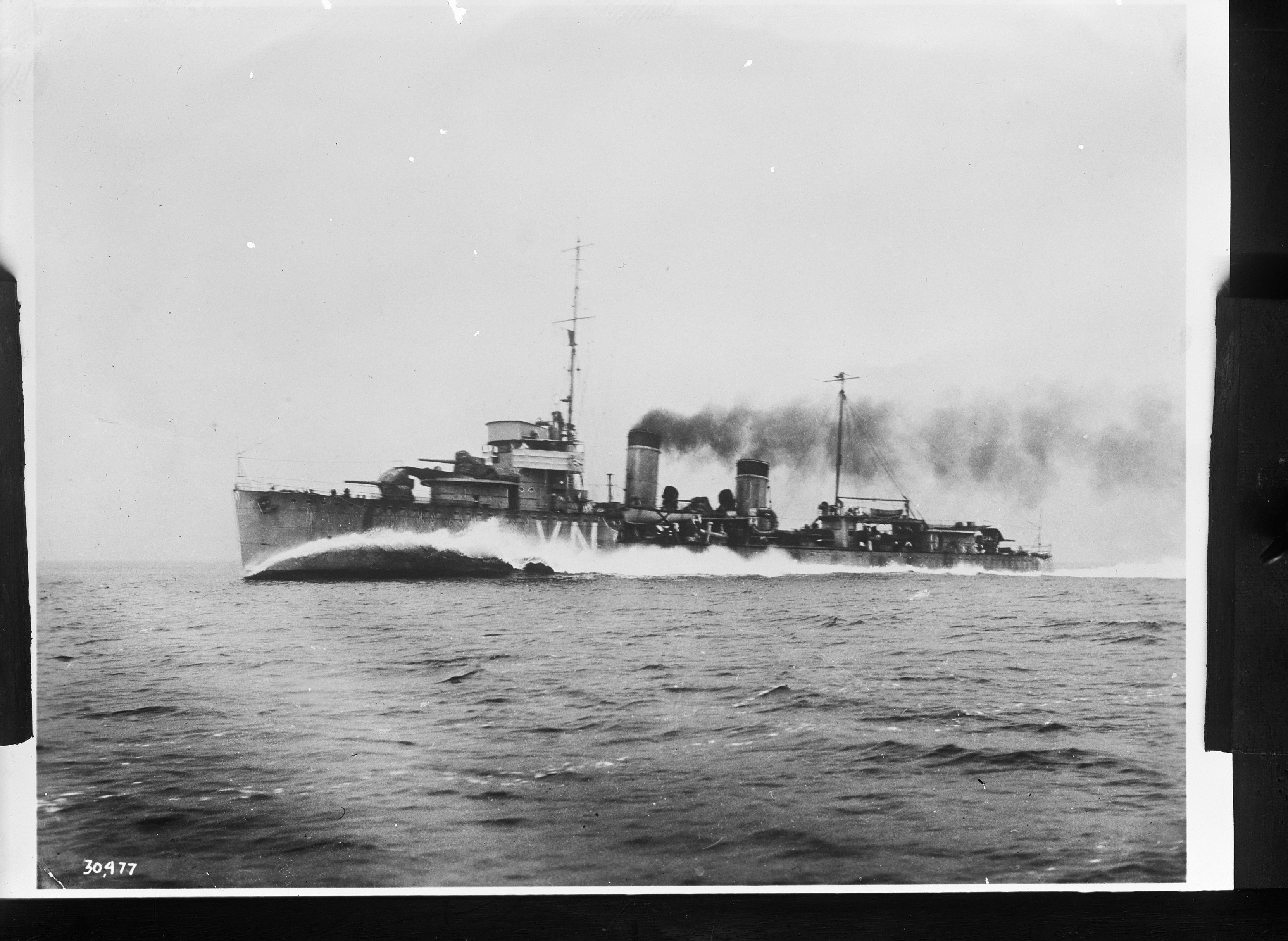
Il Van Nes fotografato durante una manovra ad alta velocità

Impostata nei cantieri della Burgerhout's Scheepswerf en Machinefabriek di Rotterdam il 15 agosto 1928, la nave venne varata il 20 marzo 1930 con il nome di Hr. Ms. Van Nes in onore di Jan Jansse van Nes, ammiraglio olandese del XVII secolo; la nave entrò poi ufficialmente in servizio il 12 marzo 1931.
Come tutte le altre unità della sua classe, anche il Van Nes fu destinato al presidio dei possedimenti coloniali dei Paesi Bassi; al momento dell'invasione tedesca dei Paesi Bassi nel maggio 1940, fatto che trascinò il paese nella seconda guerra mondiale, il cacciatorpediniere era di stanza nelle Indie orientali olandesi. Il Van Nes non fu coinvolto in alcuna operazione bellica di rilievo fino al dicembre 1941, quando l'Impero giapponese dichiarò guerra a Stati Uniti d'America, Regno Unito e Paesi Bassi avviando contestualmente le prime mosse per invadere i possedimenti olandesi nel Sud-est asiatico; il cacciatorpediniere fu quindi assegnato alle forze navali del neo-costituito comando inter-alleato dell'American-British-Dutch-Australian Command (ABDA Command) per operare contro i giapponesi.
Il 21 dicembre 1941 il Van Nes si incontrò al largo di Singapore con il sommergibile olandese Hr. Ms. K-XIII, danneggiato da un'esplosione accidentale delle batterie e impossibilitato a procedere in immersione, e lo scortò fino ai cantieri navali di Surabaya dove le due navi arrivarono il 6 gennaio 1942. Dal 18 gennaio invece il Van Nes scortò con altre unità il grosso transatlantico RMS Aquitania, carico di truppe, diretto a Singapore; visto che per quella data i giapponesi avevano acquisito il controllo dei cieli sopra Singapore, l'Aquitania fu fatto attraccare nella baia di Ratai a Sumatra e le truppe trasbordate su imbarcazioni più piccole, scortate poi dalle navi alleate fino a destinazione.

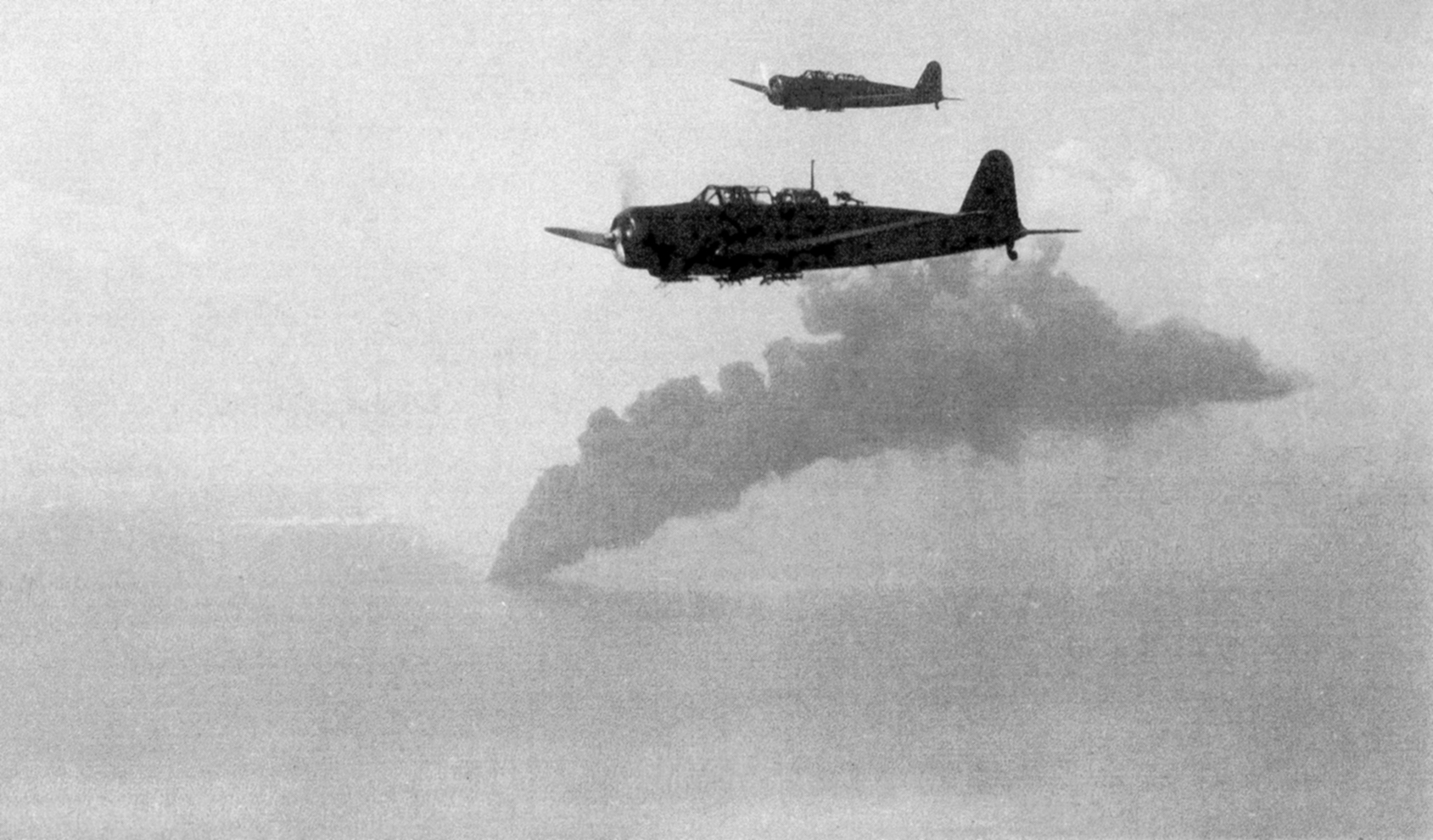
Due bombardieri B5N giapponesi sorvolano il luogo dell'affondamento del Van Nes, da cui si leva un'alta colonna di fumo

Il 16 febbraio 1942 il Van Nes fu inviato al largo dell'isola di Belitung per incontrarsi con la nave da trasporto olandese Sloet van der Beele, carica di truppe e civili evacuati da Tanjung Pandan, al fine di scortarla poi a Batavia. Le due navi furono avvistate la mattina del 17 febbraio da un idrovolante da ricognizione giapponese, e la portaerei Ryujo (impegnata a supportare la concomitante invasione di Sumatra da parte delle forze nipponiche) fece subito alzare in volo per attaccarle dieci bombardieri Nakajima B5N, a cui si unì una formazione di quindici bombardieri bimotori Mitsubishi G3M decollati dalla terraferma.
La Sloet van der Beele cadde ben presto vittima degli attacchi dei bimotori, colando a picco con gravi perdite umane; intorno alle 16:30 invece i B5N della Ryujo attaccarono il Van Nes. Pur riuscendo a schivare alcuni degli ordigni in arrivo, nel giro di pochi minuti la nave fu raggiunta da tre bombe e intorno alle 17:00 si spezzò in due e affondò nella posizione 03º 27' S, 106º 38' E; su un equipaggio di 143 uomini si contarono 68 morti nel disastro, tra cui il comandante luitenant ter zee 1ste klasse Charles Albertus Lagaay. I naufraghi del Van Nes furono poi soccorsi più tardi da un idrovolante Dornier Do 24 olandese e dalla corvetta australiana HMAS Burnie, venendo portati in salvo a Tanjung Priok su Giava.
Il Van Nes fu la prima nave da guerra alleata affondata in un attacco aereo in mare aperto dai velivoli delle portaerei giapponesi.